# سيلان الهولندية
كانت سيلان الهولندية (بالسنهالية: ලන්දේසි ලංකාව) محافظة تأسست فيما هو اليوم سريلانكا على يد شركة الهند الشرقية الهولندية. وكانت في الفترة من 1640 حتى 1796. على الرغم من أن الهولنديين تمكنوا من الاستيلاء على معظم المناطق الساحلية في سريلانكا، لم يتمكنوا مطلقًا من السيطرة على مملكة كاندي الواقعة في الجزء الداخلي من الجزيرة. دامت سيلان الهولندية منذ عام 1640 حتى عام 1796.
في مطلع القرن السابع عشر، حُكمت سريلانكا جزئيًا من قبل البرتغاليين والممالك السريلانكية، الذين كانوا على الدوام في حالة حرب. على الرغم من أن البرتغاليين لم يكونوا يكسبون الحرب، كان حُكمهم عبئًا إلى حد ما على أهالي هذه المناطق التي يسيطرون عليها. في حين انخرط الهولنديون في حرب استقلال عن الحكم الإسباني دامت طويلًا، دعى الملك سنهالا (ملك كاندي) الهولنديين ليساعدوه في هزيمة البرتغاليين. كانت مصلحة الهولنديين في سيلان الدخول في جبهة قتال موحَّدة ضد الإيبيريين في ذلك الوقت.

## التاريخ

### الخلفية

#### البرتغاليون
دعي الهولنديون من قبل السريلانكيين للمساعدة في محاربة البرتغاليين. وقّعوا المعاهدة الكاندية لعام 1638 مع راجاسينجي الثاني وسرعان ما شنوا حربًا ضد عدوهم المشترك. وبذلك عُين الهولنديون كحماة للبلاد.

ومع ذلك، تقرب راجاسينجي في الوقت نفسه من الفرنسيين وعرض عليهم حصن ترينكواملي كرادع في وجه القوة الهولندية. استولى الهولنديون على ترينكو من الفرنسيين وسيطروا على جميع الأقاليم البحرية للجزيرة. لعب كل من راجاسينجي والهولنديون لعبةً مزدوجة محاولين التغلب على بعضهم بعضًا، ولم تُطبّق معاهدة عام 1638 مطلقًا. حَكم الهولنديون جميع أقاليم التاميل وجلبوا عبيد التاميل تانجور للعمل في حدائق القرفة في الإقليم الغربي وحقول التبغ في جافنا. كانت عاصمة كورومانديل الهولندية في بوليكات وجلبوا القوة العاملة المطلوبة من المستعمرات الهندية. 
قسّم سينارات مملكته بين ابنه راجاسينجي، الذي خصص له «البلدان الخمس أعلى الجبال» التي هي فعليًا مقاطعة كاندي الحديثة، مع لقب ملك، والأبناء الأخرين لدونا كاثرينا، كوماراسينيا وفيجايابالا، الذين حصلوا على أوفا وماتالي على التوالي. سُمّم كوماراسينيا من قبل راجاسينا قبل وفاة سينارات، الأمر الذي حدث عام 1635، وأصبح الأمير الأصغر الملك الأوحد بصفته راجاسينيا الثاني (1635-1687). لم تُطبق معاهدة عام 1634 بصرامة، واستدعى الملك الجديد سريعًا مساعدة الهولنديين عام 1636، مانحًا لهم حصنًا في كوتيار أو باتيكالوا ومتكفلًا بنفقات الأسطول. انتهزت سلطات شركة الهند الشرقية في باتافيا، التي كانت توجه أنظارها إلى تجارة سينامون لانكا، الفرصة وأمرت الأدميرال التابع لها، آدام ويستروولد، الذي كان ينوي محاصرة غوا، بالاتصال من بلانكا خلال رحلة عودته. في الوقت نفسه، أُرسل المبعوثون إلى راجاسينيا، فوصلوا إلى بلاطه في عام 1637. مضوا بعد مفاوضات قصيرة برفقة ثلاث سينيالا للانضمام إلى ويستروولد عند جوا، وكانوا شهودًا على مواجهة بين الأسطولين الهولندي والبرتغالي، التي هُزم فيها الأخير في 4 يناير 1638. قرر الأدميرال في ما بعد إرسال القائد النائب كوستر بالنيابة عنه مع فيلق صغير وصل ترينكومالي في 3 أبريل. 

#### الهولنديون والبرتغاليون

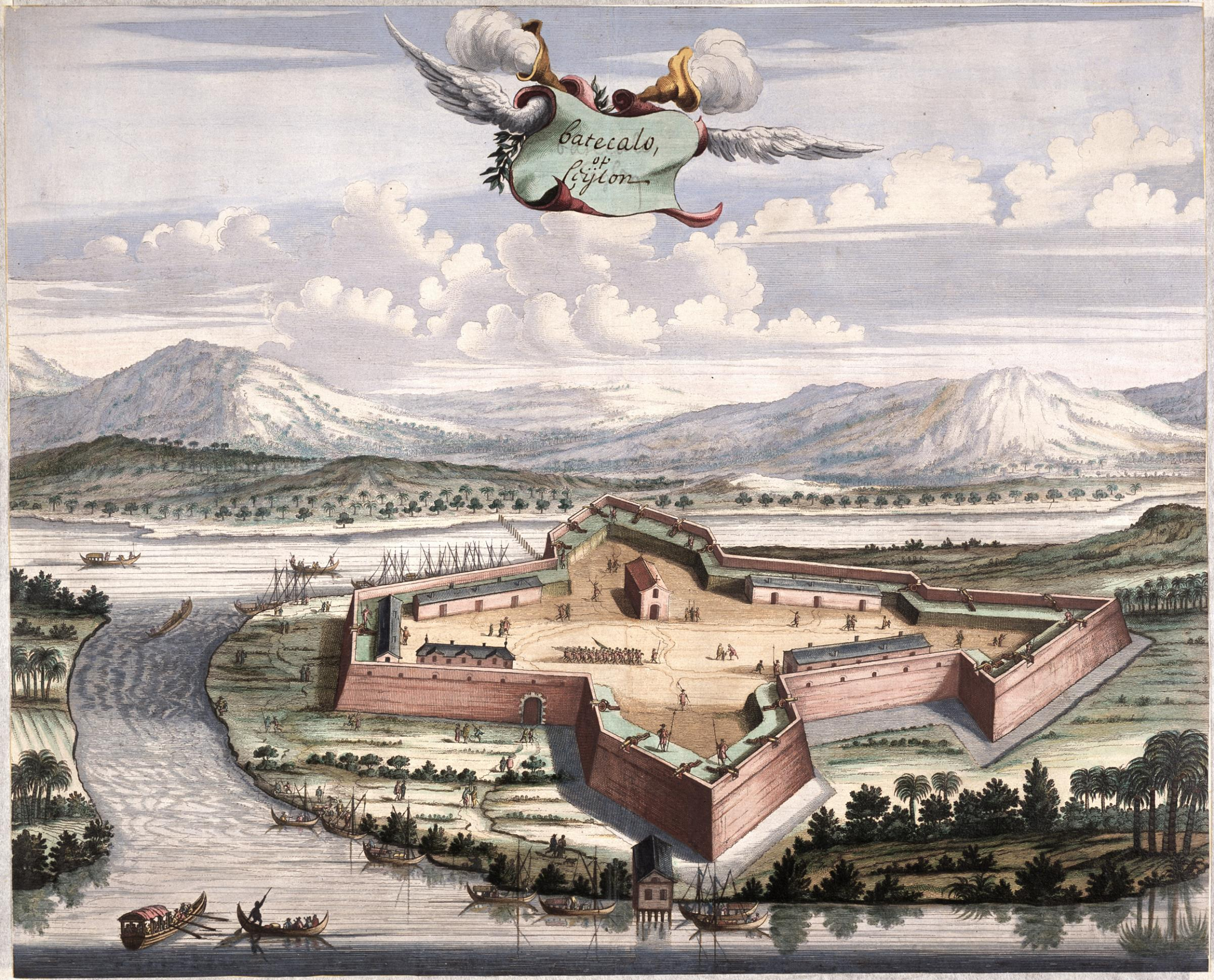
The Batticaloa fort, around 1665

كان الحكم البرتغالي على الدوام في الأقاليم البحرية وكانت الشعوب التي جعلوها تعتنق الكاثوليكية شعوبًا ساحلية. وكانوا العمود الفقري لسلطتهم. توفّي العديد من الأمراء الذين نقلوهم أو لم يعودوا كاثوليك. ظلت بقية سيلان على الديانة البوذية الهندوسية.

استُخدم الهولنديون من قبل ملك سنهالا للانتقام من البرتغاليين الذين أرادوا توسيع حكمهم. أكد مجيء الهولنديين أنه كان للبرتغاليين عدوين ينبغي التعامل معهما، فأُجبر البرتغاليون في النهاية على توقيع معاهدة مع الهولنديين والالتزام باقتصاداتهم المفتوحة. غادر البرتغاليون سيلان في نهاية المطاف. 

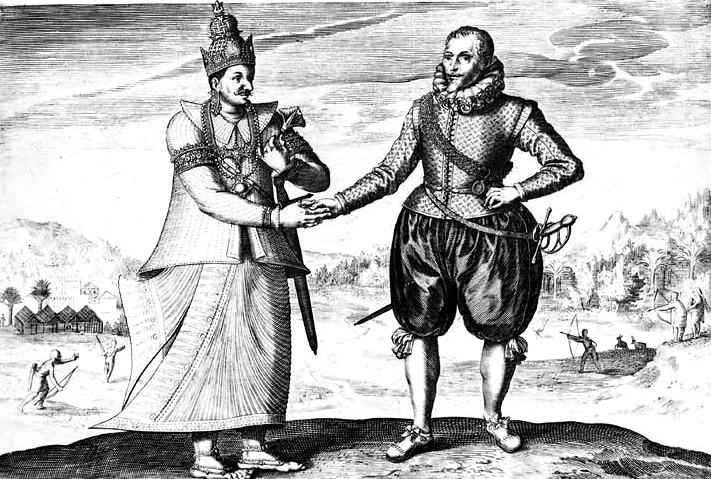
Vimaladharmasurya I receiving Joris van Spilbergen, 1603